# Списък на вселенските патриарси
Списък на апостолите, епископите, митрополитите и патриарсите на Вселенската патриаршия в Константинопол/Цариград/Истанбул.

## Списък на константинополските апостоли, епископи, архиепископи и патриарси

### Епископи наВизантион(38–325)
- Андрей Първозвани, апостол, основател
- Стах, апостол, 38 — 54
- Онисим Византийски, 54 — 68
- Поликарп I Византийски, 71 — 89
- Плутарх Византийски, 89 — 105
- Седекион I Византийски, 105—114
- Диоген Византийски, 114—129
- Елевтерий Византийски, 129—136
- Феликс Византийски, 136—141
- Поликарп II Византийски, 141—144
- Атинодор Византийски (Атиноген), 144—148
- Евзой Византийски, 148—154
- Лаврентий Византийски, 154—166
- Алимпий Византийски (Олимпий), 166—169
- Пертинакс Византийски, 169—187
- Олимпиан Византийски, 187—198
- Марк I Византийски, 198—211
- Филаделф Византийски, 211—217
- Кириак I Византийски (Кирилиан), 217—230
- Кастин Византийски (Константин), 230—237
- Евгений I Византийски, 240—245
- Тит Византийски, 245 — 272
- Дометий Византийски, 272 — 284
- Руфин Византийски, 284—293
- Проб Византийски (Пров), 93—306
- Митрофан Византийски, 306/307 — 326

### Архиепископи на Константинопол (325–451)
- Александър I Константинополски, 326—337
- Павел I Константинополски, 337—339
- Евсевий Никомидийски, 339 — 341
- Павел I Константинополски, (за втори път) 341—342
- Македоний I Константинополски, 342—346
- Павел I Константинополски, (за трети път) 346—351
- Македоний I Константинополски, (за втори път), 351—360
- Евдоксий Антиохийски, 360—370
- Демофил I Константинополски, 370—379
- Евагрий I Константинополски, 370- вероятно 380
- Григорий Богослов, 379—381
- Максим I Константинополски, 380—381
- Нектарий I Константинополски, 381—397
- Йоан Златоуст, 398—404
- Арсакий I Константинополски, 404—405
- Атик I Константинополски, 406—425
- Сисиний I Константинополски, 426—427
- Несторий, 428—431
- Максимиан I Константинополски, 431—434
- Прокъл I Константинополски, 434—446
- Флавиан I Константинополски, 446—449

### Константинополски патриарси (от451)

#### Във Византийската империя
- Анатолий I Константинополски, 449—458
- Генадий I Константинополски, 458—471
- Акакий I Константинополски, 472—489
- Фравита I Константинополски, 489—490
- Евфимий I Константинополски, 490—496
- Македоний II Константинополски, 496—511
- Тимотей I Константинополски, 511—518
- Йоан II Кападокийски, 518—520
- Епифаний I Константинополски, 520—535
- Антим I Константинополски, 535—536
- Мина I Константинополски, 536—552
- Евтихий I Константинополски, 552—565
- Йоан III Схоластик, 565—577
- Евтихий I Константинополски (за втори път), 577—582
- Йоан IV Постник, 582—595
- Кириак I Константинополски, 595/596 — 606
- Тома I Константинополски, 607—610
- Сергий I Константинополски, 610—638
- Пир I Константинополски, 638—641
- Павел II Константинополски, 641—653
- Пир I Константинополски (за втори път), 654
- Петър I Константинополски, 654—666
- Тома II Константинополски, 667—669
- Йоан V Константинополски, 669—675
- Константин I Константинополски, 675—677
- Теодор I Константинополски, 677—679
- Георгий I Константинополски, 679—686
- Теодор I Константинополски (за втори път), 686—687
- Павел III Константинополски, 688—694
- Калиник I Константинополски, 694—706
- Кир I Константинополски, 706—712
- Йоан VI Константинополски, 712—715
- Герман I Константинополски, 715—730
- Анастасий I Константинополски, 730—754
- Константин II Константинополски, 754—766
- Никита I Константинополски, 766—780
- Павел IV Константинополски, 780—784
- Тарасий I Константинополски, 784—806
- Никифор I Константинополски, 806—815
- Теодот I Каситера, 815—821
- Антоний I Константинополски, 821—837
- Йоан VII Граматик, 837—843
- Методий I Константинополски, 843—847
- Игнатий I Константинополски, 847—858
- Фотий I Константинополски, 858—867
- Игнатий I Константинополски (за втори път), 867—877
- Фотий I Константинополски (за втори път), 877—886
- Стефан I Константинополски, 886—893
- Антоний II Кавлеа, 893—901
- Николай I Мистик, 901—907
- Евтимий I Константинополски, 907—912
- Николай I Мистик (за втори път), 912—925
- Стефан II Константинополски, 925—927
- Трифон I Константинополски, 927—931
- Теофилакт Лакапин, 933—956
- Полиевкт I Константинополски, 956—970
- Василий I Скамандрин, 970—974
- Антоний III Студит, 974—979
- Николай II Хрисоверг, 979—991
- Сисиний II Константинополски, 995—998
- Сергий II Мануилит, 1001—1019
- Евстатий I Константинополски, 1019—1025
- Алексий I Студит, 1025—1043
- Михаил I Керуларий, 1043—1058
- Константин III Лихуд, 1059—1063
- Йоан VIII Ксифилин, 1064—1075
- Козма I Йерусалимит, 1075—1081
- Евстратий Гарида, 1081—1084
- Николай III Кирдиниат Граматик, 1084—1111
- Йоан IX Агапит, 1111—1134
- Лъв I Стипий, 1134—1143
- Михаил II Куркуа (Оксеит), 1143—1146
- Козма II Атик, 1146—1147
- Николай IV Музалон, 1147—1151
- Теодот II Константинополски (или Теодосий), 1151—1153
- Неофит I Константинополски, 1153
- Константин IV Хлиарин, 1154—1157
- Лука I Хрисоверг, 1157—1170
- Михаил III Константинополски, 1170—1178
- Харитон I Евгениот, 1178—1179
- Теодосий I Ворадиот, 1179—1183
- Василий II Каматир, 1183—1186
- Никита II Мунтан, 1186—1189
- Лъв I Теотокит, 1189
- Доситей II Константинополски, 1189—1191
- Георгий II Ксифилин, 1191—1198
- Йоан X Каматир, 1198—1206
- Михаил IV Авториан, 1208—1214
- Теодор II Ириник, 1214—1216
- Максим II Константинополски, 1216
- Мануил I Сарантин, 1217—1222
- Герман II Константинополски, 1222—1240
- Методий II Константинополски, 1240
- Мануил II Константинополски, 1244—1254
- Арсений I Авториан, 1255—1259
- Никифор II Константинополски, 1260
- Арсений I Авториан (за втори път), 1261—1265
- Герман III Константинополски, (Лаз Маркуца), 1265—1266
- Йосиф I Константинополски, 1266—1275
- Йоан XI Век, 1275—1282
- Йосиф I Константинополски, (за втори път) 1282—1283
- Григорий II Кипърец, 1283—1289
- Атанасий I Константинополски, 1289—1293
- Йоан XII Константинополски, 1294—1303
- Атанасий I Константинополски (за втори път), 1303—1309
- Нифонт I Константинополски, 1310—1314
- Йоан XIII Гликис, 1315—1319
- Герасим I Константинополски, 1320—1321
- Исая I Константинополски, 1323—1332
- Йоан XIV Калека, 1334—1347
- Исидор I Вухирас, 1347—1350
- Калист I Константинополски, 1350—1353
- Филотей I Кокин, 1353—1355
- Калист I Константинополски (за втори път), 1355—1363
- Филотей I Кокин (за втори път), 1364—1376
- Макарий I Константинополски, 1376—1379
- Нил I Константинополски, 1379—1388
- Антоний IV Константинополски, 1389—1390
- Макарий I Константинополски (за втори път), 1390—1391
- Антоний IV Константинополски (за втори път), 1391—1397
- Калист II Ксантопул, 1397
- Матей I Константинополски, 1397—1410
- Евтимий II Константинополски, 1410—1416
- Йосиф II Константинополски, 1416—1439
- Митрофан II Константинополски, 1440—1443
- Григорий III Мама, 1443—1450
- Атанасий II Константинополски, 1450
- вакант

#### В Османската империя
- Генадий II Схоларий, 1454—1456
- Исидор II Ксантопул, 1456—1462
- Генадий II Схоларий (възстановен), 1462—1463
- Софроний I Сиропул, 1463—1464
- Генадий II Схоларий, (за трети път) 1464—1465
- Йоасаф I Кока, 1465—1466
- Марк II Ксилокарав, 1466
- Симеон I Константинополски, 1466—1467
- Дионисий I Константинополски, 1467—1471
- Симеон I Константинополски, (възстановен) 1471/1472 — 1474
- Рафаил I Константинополски, 1475—1476
- Максим III Константинополски, 1476—1482
- Симеон I Константинополски, (за трети път) 1482—1486
- Нифонт II Константинополски, 1486—1488
- Дионисий I Константинополски (възстановен), 1488—1490
- Максим IV Константинополски, 1491—1497
- Нифонт II Константинополски (възстановен), 1497—1498
- Йоаким I Константинополски, 1498—1502
- Нифонт II Константинополски, (за трети път) 1502
- Пахомий I Константинополски, 1503—1504
- Йоаким I Константинополски, (възстановен) 1504
- Пахомий I Константинополски, (възстановен) 1504—1513
- Теолипт I Константинополски, 1513—1522
- Йеремия I Константинополски 1522-1545
- Йоаникий I Константинополски 1526 (в опозиция)
- Дионисий II Константинополски 1546-1555
- Йоасаф II Константинополски 1555-1565
- Митрофан III Константинополски (1565-1572 и 1579-1580)
- Йеремия II Константинополски (1572-1579, 1580-1584 и 1586-1595)
- Пахомий II Константинополски (1584-1585) (управлявал нелегитимно)
- Теолипт II Константинополски (1585-1586)
- Матей II Константинополски (1596, 1598-1601/02 и 1603)
- Гавриил I Константинополски (1596)
- Теофан I Карикис (1597)
- Мелетий I Пигас (1597-1598) (управляващ)
- Неофит II Константинополски (1602-1603 и 1607-1612)
- Рафаил II Константинополски (1603-1607)
- Кирил I Лукарис (1612) (управляващ)
- Тимотей II Константинополски (1612-1620)
- Кирил I Лукарис (1620-1623, 1623-1633, 1633-1634, 1634-1635 и 1637-1638)
- Григорий IV Константинополски (1623)
- Антим II Константинополски (1623)
- Кирил II Кондарис (1633, 1635-1636 и 1638-1639)
- Атанасий III Пателарос (1634 и 1652)
- Неофит III Константинополски (1636-1637)
- Партений I Константинополски (1639-1644)
- Партений II Константинополски (1644-1646 и 1648-1651)
- Йоаникий II Константинополски (1646-1648, 1651-1652, 1653-1654 и 1655-1656)
- Кирил III Константинополски (1652 и 1654)
- Паисий I Константинополски (1652-1653 и 1654-1655)
- Партений III Константинополски (1656-1657)
- Гавриил II Константинополски (1657)
- Партений IV Константинополски (1657-1662, 1665-1667, 1671, 1675-1676 и 1684-1685)
- Дионисий III Константинополски (1662-1665)
- Климент I Константинополски (непризнат) (1667-1668)
- Методий III Константинополски (1668-1671)
- Дионисий IV Муселимис (1671-1673, 1676-1679, 1682-1684, 1686-1687 и 1693-1694)
- Герасим II Константинополски (1673-1674)
- Атанасий IV Константинополски (1679)
- Яков I Константинополски (1679-1682, 1685-1686 и 1687-1688)
- Калиник II Константинополски (1688, 1689-1693 и 1694 – 19 август 1702)
- Неофит IV Константинополски (1688-1689)
- Гавриил III Константинополски (август 1702 – 28 октомври 1707)
- Неофит V Константинополски (31 октомври – 5 ноември 1707) (не се възкачва на престола)
- Киприан I Константинополски (5 ноември 1707 – юни 1709) (1-ви път)
- Кирил IV Константинополски (юни 1709) (1-ви път)
- Атанасий V Константинополски (юни 1709 – декември 1711)
- Кирил IV Константинополски (15 декември 1711 – ноември 1713) (2-ри път)
- Киприан I Константинополски (ноември 1713 – 11 март 1714) (2-ри път)
- Козма III Константинополски (11 март 1714 – 3 април 1716)
- Йеремия III Константинополски (април 1716 – 30 ноември 1726) (1-ви път)
- Калиник III Константинополски (30 ноември 1726 – за няколко часа)
- Паисий II Константинополски (1 декември 1726 – септември 1732) (1-ви път)
- Йеремия III Константинополски (26 септември 1732 – март/април 1733) (2-ри път)
- Серафим I Константинополски (март/април 1733 – октомври 1734)
- Неофит VI Константинополски (8 октомври 1734 – август/септември 1740 и 1743-1744)
- Паисий II Константинополски (август/септември 1740 – май/юни 1743) (2-ри път)
- Неофит VI Константинополски (май/юни 1743 – март/април 1744) (2-ри път)
- Паисий II Константинополски (март/април 1744 – 9 октомври 1748) (3-ти път)
- Кирил V Константинополски (9 октомври 1748 – юни 1751) (1-ви път)
- Паисий II Константинополски (юни 1751 – септември 1752) (4-ти път)
- Кирил V Константинополски (18 септември 1752 – 27 януари 1757)
- Калиник IV Константинополски (27 януари – 2 август 1757)
- Серафим II Константинополски (2 август 1757 – 6 април 1761)
- Йоаникий III Константинополски (6 април 1761 – 1 юни 1763)
- Самуил I Хандзерис (4 юни 1763 – 16 ноември 1768) (1-ви път)
- Мелетий II Константинополски (16 ноември 1768 – април 1769)
- Теодосий II Константинополски (22 април 1769 – 27 ноември 1773)
- Самуил I Хандзерис (28 ноември 1773 – 4 януари 1775) (2-ри път)
- Софроний II Константинополски (4 януари 1775 – 19 октомври 1780)
- Гавриил IV Константинополски (19 октомври 1780 – 10 юли 1785)
- Прокопий I Константинополски (юли 1785 – 11 май 1789)
- Неофит VII Константинополски (12 май 1789 – 12 април 1794) (1-ви път)
- Герасим III Константинополски (14 март 1794 – 30 април 1797)
- Григорий V Константинополски (30 април 1797 – 29 декември) (1-ви път)
- Неофит VII Константинополски (30 декември – 29 юни 1801) (2-ри път)
- Калиник V Константинополски (29 юли 1801 – 4 октомври) (1-ви път)
- Григорий V Константинополски (5 октомври 1806 – 22 септември 1808) (2-ри път)
- Калиник V Константинополски (22 септември 1808 – 5 май 1809) (2-ри път)
- Йеремия IV Константинополски (5 май 1809 – 16 марта 1813)
- Кирил VI Константинополски (16 март 1813 – 25 декември 1818)
- Григорий V Константинополски (26 декември – 22 април 1821)
- Евгений II Константинополски (22 април 1821 – 8 август 1822)
- Антим III Константинополски (9 август 1822 – 21 юли 1824)
- Хрисант I Константинополски (21 юли 1824 – 8 октомври 1826)
- Агатангел I Константинополски (8 октомври 1826 – 17 юли 1830)
- Константий I Константинополски (18 юли 1830 – 30 август 1834)
- Константий II Константинополски (30 август 1834 – 8 октомври 1835)
- Григорий VI Константинополски (9 октомври 1835 – 3 март 1840) (1-ви път)
- Антим IV Константинополски (3 март 1840 – 18 май 1841) (1-ви път)
- Антим V Константинополски (18 май 1841 – 24 юни 1842)
- Герман IV Константинополски (26 юни 1842 – 30 април 1845) (1-ви път)
- Мелетий III Константинополски (30 април – 10 декември 1845)
- Антим VI Константинополски (16 декември 1845 – 30 октомври 1848) (1-ви път)
- Антим IV Константинополски (30 октомври 1848 – 11 ноември 1852) (2-ри път)
- Герман IV Константинополски (13 ноември 1852 – 28 септември 1853) (2-ри път)
- Антим VI Константинополски (6 октомври 1853 – 3 октомври 1855) (2-ри път)
- Кирил VII Константинополски (3 октомври 1855 – 13 юли 1860)
- Йоаким II Константинополски (16 октомври 1860 – 21 юли 1863) (1-ви път)
- Софроний III Константинополски (2 октомври 1863 – 16 септември 1866)
- Григорий VI Константинополски (22 февруари 1867 – 22 юни 1871) (2-ри път)
- Антим VI Константинополски (17 септември 1871 – 12 октомври 1873) (3-ти път)
- Йоаким II Константинополски (5 декември 1873 – 16 август 1878) (2-ри път)
- Йоаким III Константинополски (16 октомври 1878 – 11 април 1884) (1-ви път)
- Йоаким IV Константинополски (13 октомври 1884 – 26 ноември 1886)
- Дионисий V Константинополски (4 февруари 1887 – 25 август 1891)
- Неофит VIII Константинополски (8 ноември 1891 – 6 ноември 1894)
- Антим VII Константинополски (1 февруари 1895 – 10 февруари 1897)
- Константин V Константинополски (14 април 1897 – 9 април 1901)
- Йоаким III Константинополски (7 юни 1901 – 26 ноември 1912) (2-ри път)
- Герман V Константинополски (10 февруари 1913 – 25 октомври 1918)
- Вакант (1918 – 1924)
- Мелетий IV Константинополски (8 декември 1921 – 20 септември 1923)

### В Турция
- Григорий VII Константинополски (6 декември 1923 – 17 ноември 1924)
- Константин VII Константинополски (17 декември 1924 – 22 май 1925)
- Василий III Константинополски (13 юли 1925 – 29 септември 1929)
- Фотий II Константинополски (7 октомври 1929 – 29 декември 1935)
- Вениамин Константинополски (18 януари 1936 – 14 февруари 1946)
- Максим V Константинополски (20 февруари 1946 – 18 октомври 1948)
- Атинагор I Константинополски (1 ноември 1948 – 7 юли 1972)
- Димитрий I Константинополски (16 юли 1972 – 2 октомври 1991)
- Вартоломей I Константинополски (22 октомври 1991 -)

### Арианскиепископи на Константинопол
- Демофил I Константинополски — архиепископ Константинополски (началото на 370 — началото на лятото 380); ариански епископ Константинополски (началото на лятото 380—386)
- Марин Тракийски (386 — ок. 388)
- Доротей Антиохски (ок. 388 — 6 ноември 407)
- Варва (Барбас) (407 — 24 юни 430)
- Саватий (430 – ?)

### Новацианскиепископи на Константинопол
- Акесий (ок. 325) участник в I Никейски събор
- Ангелий (Агелий) (ок. 345—385) управлявал 40 години
- Маркиан I (385 – ?)
- Сисиний (? — 412)
- Саватий (412)
- Хрисант (412 — 26 август 419)
- Павел (август 419 — 21 юли 438)
- Маркиан II (21 август 438 – ?)

### Аномейскиепископи на Константинопол
- Паимений (ок. 363)
- Флоренций (ок. 363 – ?)